# Maxime Agueh
Maxime Agueh (Lilla, 1º aprile 1978) è un ex calciatore beninese, di ruolo portiere.

## Carriera

### Club
Ha cominciato a giocare nel Lille 2. Nel 1998 si è trasferito al Luton Town. Nel 1999 è passato al Dender. Nel 2001 si è trasferito al Saint-Marcel. Nel 2002 è stato acquistato dall'ASOA Valence. Nel 2005 è passato all'Acharnaïkos. Nel gennaio 2007 è passato al Tournai. Nell'estate 2007 si è trasferito al Gueugnon. Nel 2009 è stato acquistato dal Dunkerque, con cui ha concluso la propria carriera nel 2010.

### Nazionale
Ha debuttato in Nazionale il 15 febbraio 2003, in Benin-Ghana (1-0). Ha partecipato, con la Nazionale, alla Coppa d'Africa 2004. Ha collezionato in totale, con la maglia della Nazionale, 9 presenze e 18 reti subite.